# Miss República Democrática del Congo
Miss República Democrática del Congo (en francés: Miss Universe République Démocratique du Congo; en inglés: Miss Universe Democratic Republic of Congo) es un concurso de belleza nacional en la República Democrática del Congo. Se encarga de seleccionar a la representante del país para el concurso Miss Universo.

## Historia
En 2024, Anado Kabika adquirió la licencia de Miss Universo. Esto marca el regreso del país al concurso y competirá como «Congo-Kinshasa».

## Ganadoras

### Miss Universo Congo-Kinshasa
: Declarada como ganadora
     : Terminó como finalista
     : Terminó como una de las semifinalistas o cuartofinalistas
     : Terminó como ganadora de premios especiales
| Año                           | Provincia    | Miss Congo-Kinshasa          | Posición en Miss Universo | Premios especiales | Notas                      |
| ----------------------------- | ------------ | ---------------------------- | ------------------------- | ------------------ | -------------------------- |
| 2024                          | Kivo del Sur | Ilda Amani                   | No clasificó              |                    | Dirección de Anado Kabika. |
| No compitió entre 1987 y 2023 |              |                              |                           |                    |                            |
| 1986                          | Kinshasa     | Aimee Likobe Dobala          | Top 10                    |                    |                            |
| 1985                          | Kinshasa     | Kayonga «Benita» Mureka Tete | Segunda finalista         |                    |                            |
| 1984                          | Kinshasa     | Lokange Lwali                | No clasificó              |                    |                            |
| No compitió entre 1973 y 1983 |              |                              |                           |                    |                            |
| 1972                          | Kinshasa     | Ombayi Mukuta                | No clasificó              | - Miss Simpatía    |                            |
| 1971                          | Kinshasa     | Martine Mualuke              | No clasificó              |                    |                            |
| 1970                          | Kinshasa     | Marie-Josée Basoko           | No clasificó              |                    |                            |
| 1969                          | Kinshasa     | Jeanne Mokomo                | No clasificó              |                    |                            |
| 1968                          | Kinshasa     | Elizabeth Tavares            | No clasificó              |                    |                            |

### Miss Mundo Congo
: Declarada como ganadora
     : Terminó como finalista
     : Terminó como una de las semifinalistas o cuartofinalistas
     : Terminó como ganadora de premios especiales
| Año                           | Miss Congo (RDC)             | Posición en Miss Mundo | Premios especiales          | Notas       |             |
| ----------------------------- | ---------------------------- | ---------------------- | --------------------------- | ----------- | ----------- |
| No compite desde 2017         |                              |                        |                             |             |             |
| 2016                          | Andréa Moloto                | No clasificó           |                             |             |             |
| No compitió entre 2009 y 2015 |                              |                        |                             |             |             |
| 2008                          | Christelle Mbila             | No clasificó           |                             |             |             |
| 2007                          | No compitió                  | No compitió            | No compitió                 | No compitió | No compitió |
| 2006                          | Diane Mizuma                 | No clasificó           |                             |             |             |
| 2005                          | Nelly Dembo Osongo           | No clasificó           |                             |             |             |
| No compitió entre 1986 y 2004 |                              |                        |                             |             |             |
| 1985                          | Kayonga «Benita» Mureka Tete | Top 15                 | Reina continental de África |             |             |